# Championnat du Zaïre de football 1990
Navigation
Saison 1989 Saison 1991
La saison 1990 du Championnat du Zaïre de football est la trente et unième édition de la première division au Zaïre, la Ligue Nationale de Football. La compétition rassemble les seize meilleures formations du pays au sein d'une poule unique où elles s'affrontent deux fois, à domicile et à l'extérieur. Le système de promotion-relégation n'est pas connu.
C'est le FC Saint Éloi Lupopo qui est sacré champion à l'issue de la saison, après avoir terminé en tête du classement final, avec un seul point d'avance sur le tenant du titre, le DC Motema Pembe et trois sur le club de Lubumbashi Sport. C'est le 5e titre de l'histoire du club.

## Clubs participants
| - FC Saint Éloi Lupopo - DC Motema Pembe - Lubumbashi Sport - SM Sanga Balende - AS Vita Club - AS Bantous - TP Mazembe - AS Bilima | - SCOM Mikishi - AS Mabuilu - TS Malekesa - OC Mbongo Sports - DC Virunga - AC CMZ - US Tshinkunku - INSS Tshipepele |

## Compétition
Le barème de points servant à établir les classements se décompose ainsi :
- Victoire : 2 points
- Match nul : 1 point
- Défaite : 0 point

### Classement
| Rang | Équipe               | Pts | J  | G  | N  | P  | Bp | Bc | Diff |
| ---- | -------------------- | --- | -- | -- | -- | -- | -- | -- | ---- |
| 1    | FC Saint Éloi Lupopo | 44  | 30 | 16 | 12 | 2  |    |    |      |
| 2    | DC Motema Pembe'T'C  | 43  | 30 | 17 | 9  | 4  |    |    |      |
| 3    | Lubumbashi Sport     | 41  | 30 | 16 | 9  | 5  |    |    |      |
| 4    | SM Sanga Balende     | 39  | 30 | 15 | 9  | 6  |    |    |      |
| 5    | AS Vita Club         | 36  | 30 | 14 | 8  | 8  |    |    |      |
| 6    | AS Bantous           | 34  | 30 | 8  | 18 | 4  |    |    |      |
| 7    | TP Mazembe           | 32  | 30 | 11 | 10 | 9  |    |    |      |
| 8    | AS Bilima            | 31  | 30 | 11 | 9  | 10 |    |    |      |
| 9    | SCOM Mikishi         | 30  | 30 | 11 | 8  | 11 |    |    |      |
| 10   | AS Mabuilu           | 30  | 30 | 13 | 4  | 13 |    |    |      |
| 11   | TS Malekesa          | 27  | 30 | 10 | 7  | 13 |    |    |      |
| 12   | OC Mbongo Sports     | 23  | 30 | 5  | 13 | 12 |    |    |      |
| 13   | DC Virunga           | 22  | 30 | 5  | 12 | 13 |    |    |      |
| 14   | AC CMZ               | 21  | 30 | 7  | 7  | 16 |    |    |      |
| 15   | US Tshinkunku        | 17  | 30 | 4  | 9  | 17 |    |    |      |
| 16   | INSS Tshipepele      | 10  | 30 | 3  | 4  | 23 |    |    |      |

|  | Qualification pour la Coupe des clubs champions africains 1991 |
|  | Qualification pour la Coupe des Coupes 1991                    |
|  | T : Tenant du titre C : Vainqueur de la Coupe du Zaïre         |

## Bilan de la saison
| Championnat du Zaïre de football 1990                             |                                 |
| Champion                                                          | FC Saint Éloi Lupopo (5e titre) |
| Coupes et trophées                                                |                                 |
| Vainqueur de la Coupe du Zaïre 1990                               | DC Motema Pembe                 |
| Qualifications continentales                                      |                                 |
| Coupe des clubs champions africains 1991                          | FC Saint Éloi Lupopo            |
| Coupe des Coupes 1991                                             | DC Motema Pembe                 |
| Promotions et relégations                                         |                                 |
| Promus en Linafoot                                                | Inconnus                        |
| Relégués en Championnat du Zaïre de football de deuxième division | Inconnus                        |